# Mighty ReArranger
Mighty ReArranger — альбом британского певца Роберта Планта и его группы The Strange Sensation. Выпущен 25 апреля 2005 по всему миру, 9 мая в Великобритании и на следующий день в США. Альбом дважды номинировался на Grammy. Диск был переиздан 20 апреля 2007 года, как часть бокс-сета Nine Lives.

## Об альбоме
Mighty ReArranger содержит мотивы рок-музыки, мировой музыки, мистику, намёки на судьбу. Альбом также содержит политическое заявление в песне Freedom Fries. Песня Shine It All Around была выпущена в качестве сингла.
Песня Freedom Fries содержит критику президента Джорджа Буша и политики США после событий 11 сентября 2001 года. «Brother Ray» — короткая инструментальная композиция, посвящённая Рэю Чарльзу, который умер, когда шла запись альбома.

## Список композиций
Авторы песен: Justin Adams, John Baggot, Robert Plant, Skin Tyson
1. «Another Tribe» — 3:17
2. «Shine It All Around» — 4:03
3. «Freedom Fries» — 2:53
4. «Tin Pan Valley» — 3:47
5. «All the King’s Horses» — 4:20
6. «The Enchanter» — 5:27
7. «Takamba» — 4:06
8. «Dancing in Heaven» — 4:26
9. «Somebody Knocking» — 3:47
10. «Let the Four Winds Blow» — 4:52
11. «Mighty ReArranger» — 4:25
12. «Brother Ray» — 1:12
13. «Shine It All Around (Girls Remix)» (скрытый трек)

### Bonus disc
Mighty ReArranger поступил в продажу во Франции в качестве бонусного диска с песнями, записанными на Studio 104 в Париже 9 июня 2005 года.
1. «Shine It All Around»
2. «Black Dog»
3. «Freedom Fries»
4. «When the Levee Breaks»
5. «All the King’s Horses»
6. «Takamba»
7. «Tin Pan Valley»
8. «Gallows Pole»
9. «The Enchanter»
10. «Whole Lotta Love»

Группой также были записаны «Another Tribe», «Morning Dew», «Babe I'm Gonna Leave You» и «Mighty ReArranger»

### Бонус-треки в издании 2007 года
- «Red, White and Blue»
- «All the Money in the World»
- «Shine It All Around (Girls Remix)»
- «Tin Pan Valley (Girls Remix)»
- «The Enchanter (UNKLE Reconstruction)»

В данной версии трек «Brother Ray» был расширен комиксом на песню «Shine It All Around».